# Sébastien Érard
Pour les articles homonymes, voir Erard.
Sébastien Érard né Sebastian Erhard à Strasbourg en Alsace le 5 avril 1752 et mort à Passy le 5 août 1831, est un facteur de pianos, de harpes et de clavecins français, qui crée la marque Érard, facteur officiel du roi, jusqu'à la Révolution, puis sous la Restauration et la monarchie de Juillet.

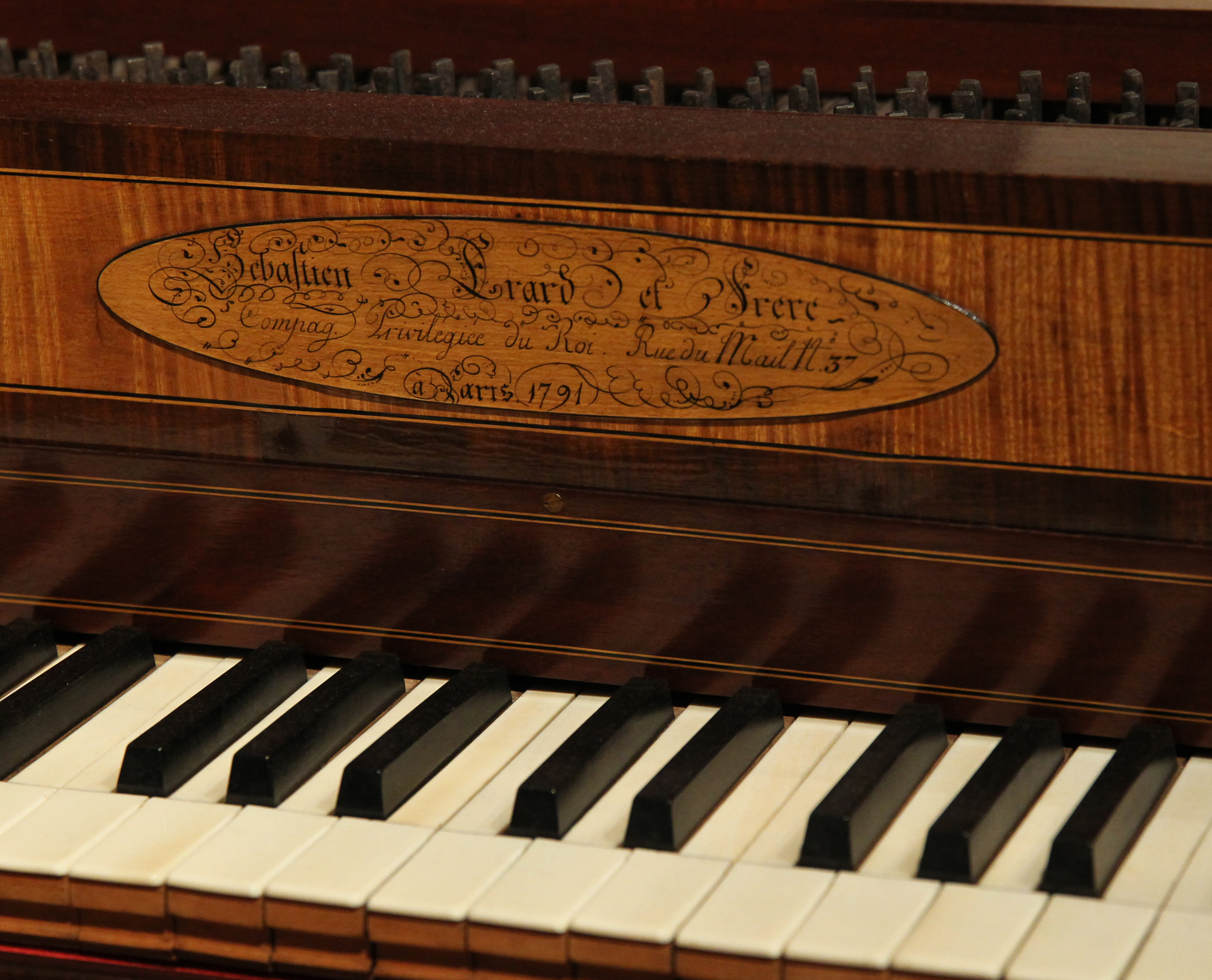
Piano Sébastien Érard et Frère de 1791, marque avec le « Privilège du Roi ».

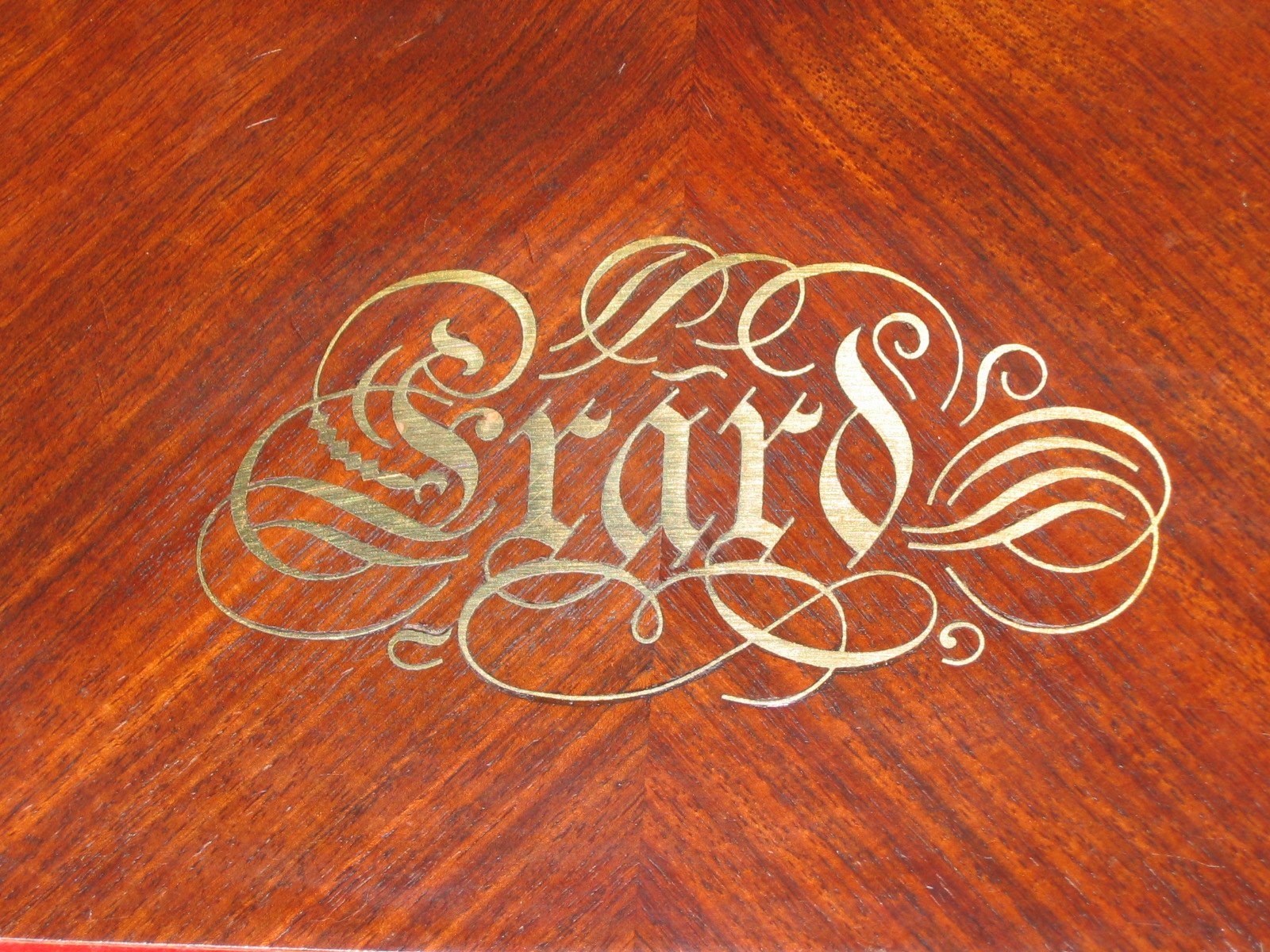
La marque Érard.

## Biographie
Sébastien Érard naît à Strasbourg en Alsace, le 5 avril 1752. Il est le fils d'un ébéniste de Strasbourg. Il perd son père à 6 ans et commence à travailler dans son atelier d'ébénisterie et prend des cours de dessin, de géométrie et d'architecture à partir de  l'âge de 8 ans. Il aurait été en contact à Strasbourg avec des membres de la dynastie des facteurs d’instruments à claviers Silbermann.
Il arrive en 1768 à Paris où il est d’abord  employé par un facteur de clavecins puis installe son premier atelier dans l'hôtel particulier de la duchesse de Villeroy, Jeanne Louise Constance d'Aumont de Villequier Villeroy, rue de l'Université. Il fait connaissance avec la reine Marie-Antoinette, à laquelle il est présenté à l'occasion d'une de ses promenades à Passy, près du château de la Muette où le couple royal séjourne peu après son avènement au trône en 1774. La voix de la reine au chant n'étant pas très étendue en terme d'amplitude, il construit pour elle en 1779 un clavecin avec clavier mobile permettant de monter ou de baisser l’accord d’un demi-ton jusqu'à un ton et demi. Cet instrument achevé, il est présenté à la reine avec succès. Il fonde sa société en association avec son frère aîné Jean-Baptiste et  s’établit rue de Bourbon, actuelle rue de Lille, puis 13 rue du Mail en 1781. La qualité de ses produits suscite la jalousie de ses concurrents  qui le menacent de saisie au motif que son entreprise ne serait pas inscrite dans la corporation des éventaillistes dont faisaient partie les luthiers. Le roi Louis XVI le protège par un brevet de 1785 l’affranchissant des règlements de corporation, il devient facteur officiel de pianos du roi, charge dans laquelle il précède de quelques dizaines d'années Ignace Pleyel et son fils Camille qui seront à leur tour, en même temps que lui puis de son successeur et neveu Pierre Érard, facteur de pianos du roi sous la Restauration et la monarchie de Juillet.
À cette époque, il fait la connaissance du harpiste Krumpholtz qui lui demande de perfectionner l'instrument et rencontre Beaumarchais également harpiste et connaissant la mécanique, étant fils d'horloger.
La production de pianos se développe dans les années 1780 passant de 254 instruments en 1788 à 410 en 1789 mais chute fortement avec la Révolution à 76 en 1790. Sa position de facteur officiel du roi et ses convictions royalistes, ajoutées au marasme dû à la situation politique troublée, le conduisent à émigrer en 1792 à Londres où il établit une fabrique de pianos et harpes 18 Great Malborough Street. Pendant ce temps, l'entreprise de Paris gérée par son frère Jean-Baptiste poursuit son activité.
Après la chute de Robespierre et la fin de la Terreur, à l'occasion du calme qui revient peu à peu en France grâce à l'avènement du Directoire, il revient à Paris en 1796, mais fait ensuite des séjours prolongés à Londres pour suivre la manufacture anglaise en attendant la reprise de sa gestion par son neveu Pierre à partir de 1814. Celle de Paris se développe ce qui amène le déplacement des ateliers au 21-23 de la rue du Mail. Les locaux du 13 sont alors réservés à son hôtel particulier où sont reçus des musiciens prestigieux, tels que Liszt et à la salle d’exposition-magasin de vente à l’emplacement de l’ancien atelier.
Sébastien Érard  dépose de nombreux brevets qui participent à  la mise au point du piano moderne, notamment, en 1794 le mécanisme à échappement simple, en 1821 le mécanisme à double échappement.
Parmi les grands compositeurs Haydn, Beethoven et Liszt utilisaient des pianos Erard. Il est également ami de la famille de peintres Ducreux, Joseph Ducreux et Rose-Adélaïde Ducreux.
Il fabrique également des harpes à partir de 1790 et invente en 1810 le mécanisme à fourchette à double mouvement actionné par 7 ou 8 pédales qui est celui de la harpe classique où chaque corde peut jouer trois hauteurs : bémol si la pédale est relâchée, bécarre si elle est bloquée sur le cran du milieu, et dièse si elle est tout à fait enfoncée.
L'entreprise construisit plusieurs orgues. Sébastien améliora un mécanisme d'expression au doigt permettant de réguler la quantité d'air dans les tuyaux. Sur une commande du roi Charles X en 1827 un orgue expressif  fut installé en 1829 au palais des Tuileries,,,,,,.
Il vend sa maison de campagne de Sèvres et achète le 18 juillet 1820 une des deux ailes du château de la Muette en très mauvais état ainsi que la quasi-totalité du parc soit 11 hectares 46 ares pour 122 000 F. Il restaure le domaine par la surélévation de deux étages du bâtiment et construction d’ une longue galerie qui abrite sa riche collection de peinture comprenant, notamment, des tableaux de Greuze, Murillo, Claude Le Lorrain, Philippe de Champaigne, Rembrandt, Rubens, Ruysdaël , Le Titien, Van Dyck et Vélasquez et réside dans cette propriété avec ses trois sœurs au cours de ses dernières années. Il meurt de maladie de la pierre en 1831 après une opération réussie, rechute et plusieurs années de souffrance. Son neveu Pierre Érard prend la succession de l’entreprise.

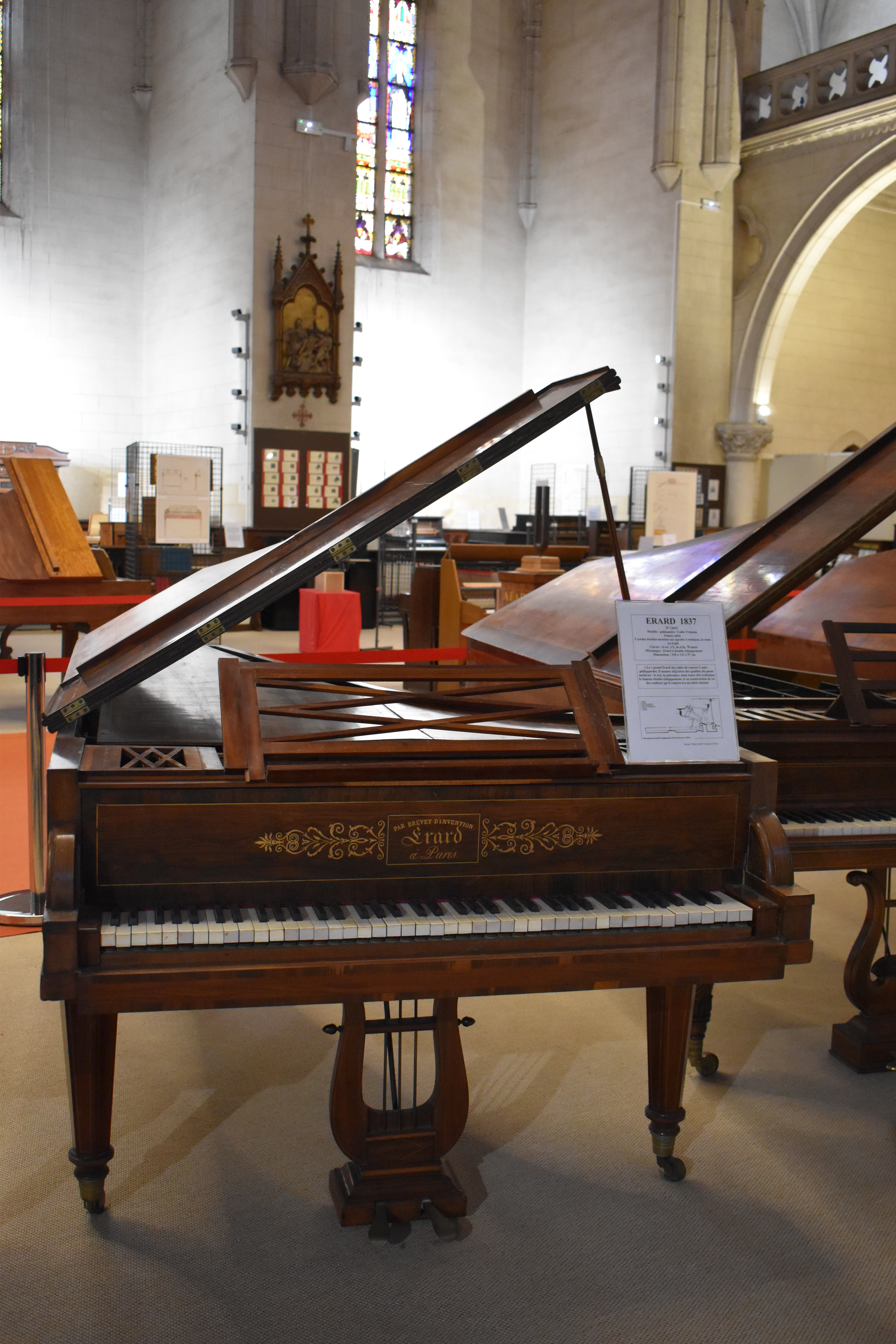
Piano à queue Érard de 1837.
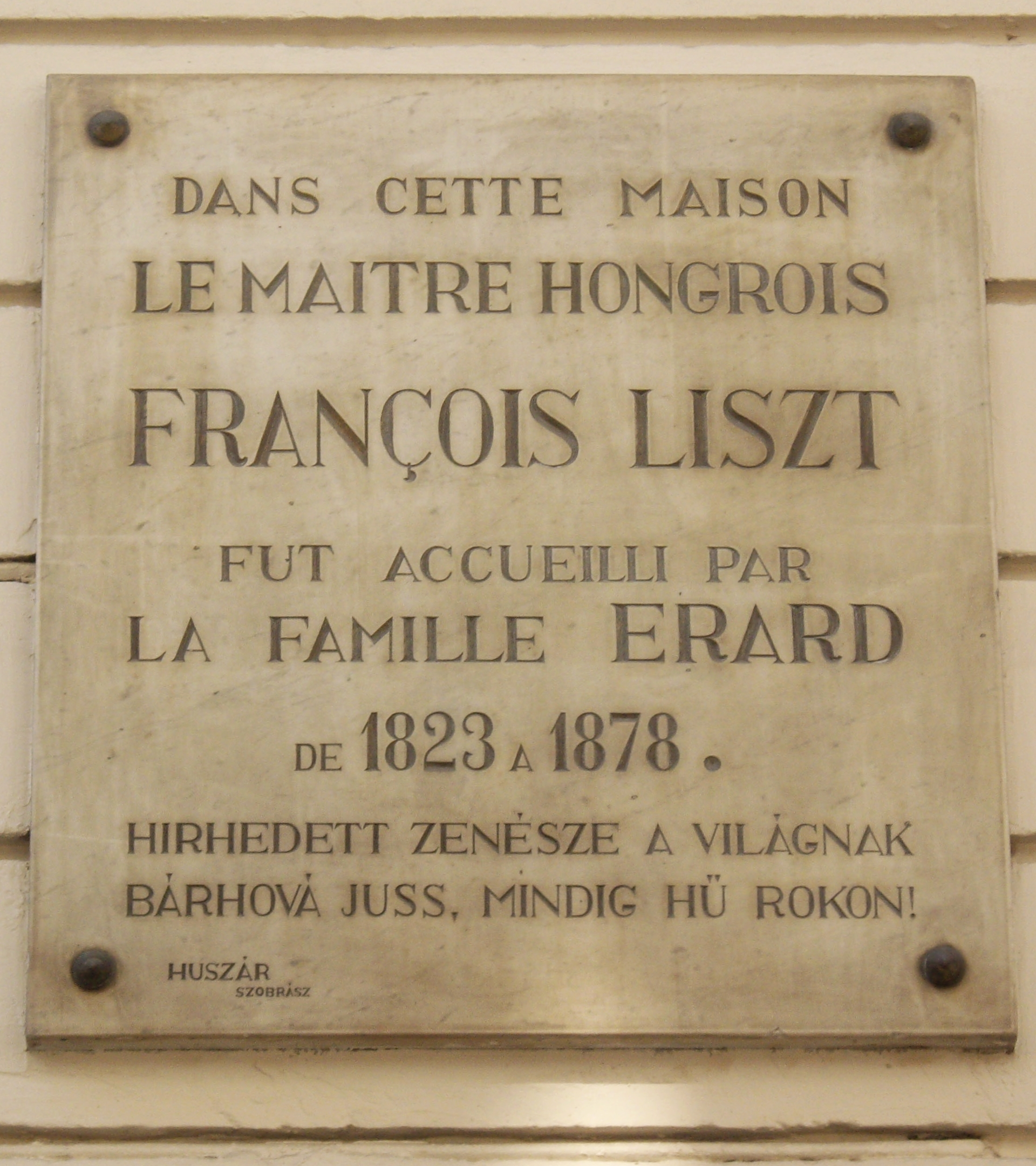
Plaque en hommage à Franz Liszt, 13 rue du Mail (Paris).
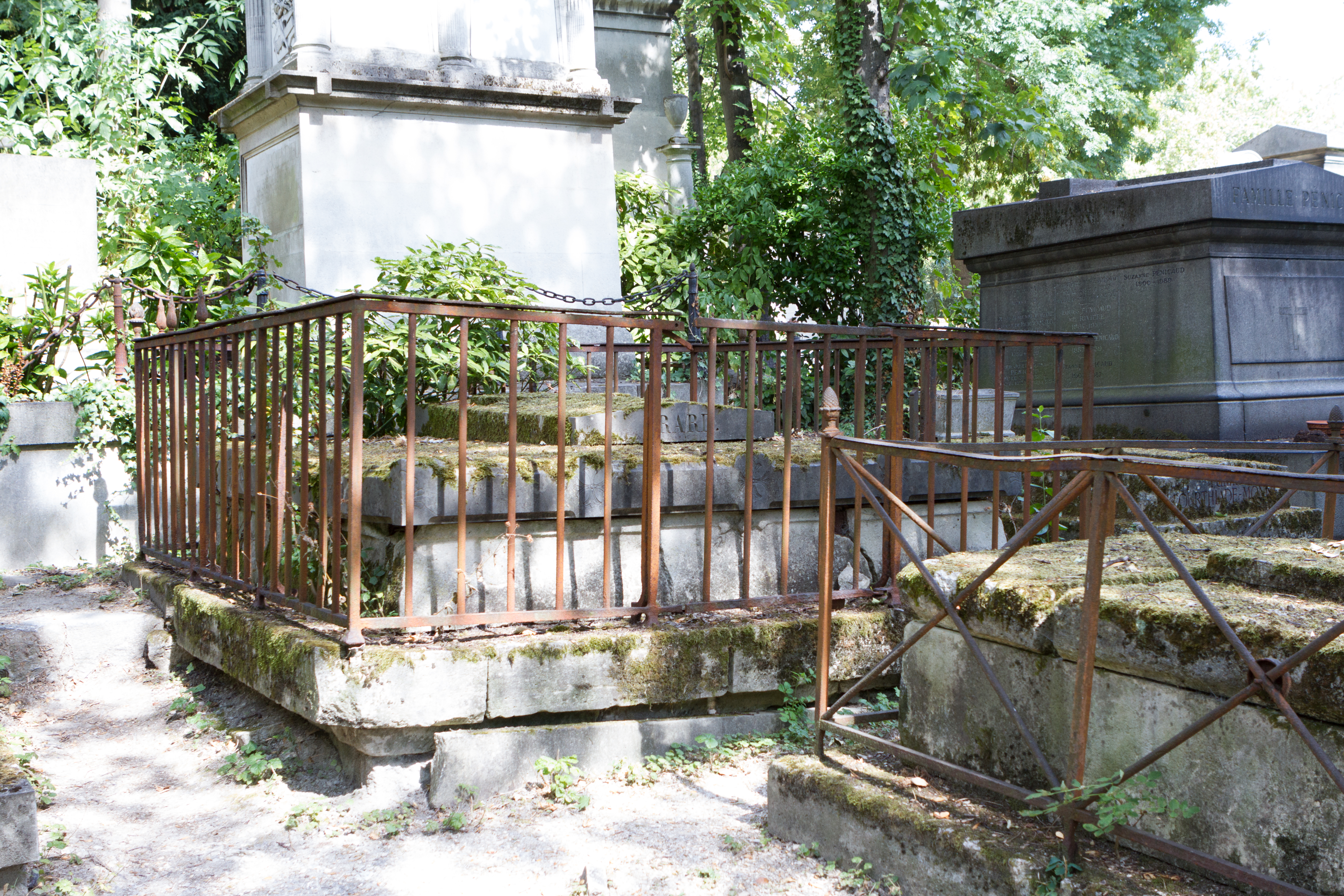
La tombe familiale au cimetière du Père-Lachaise
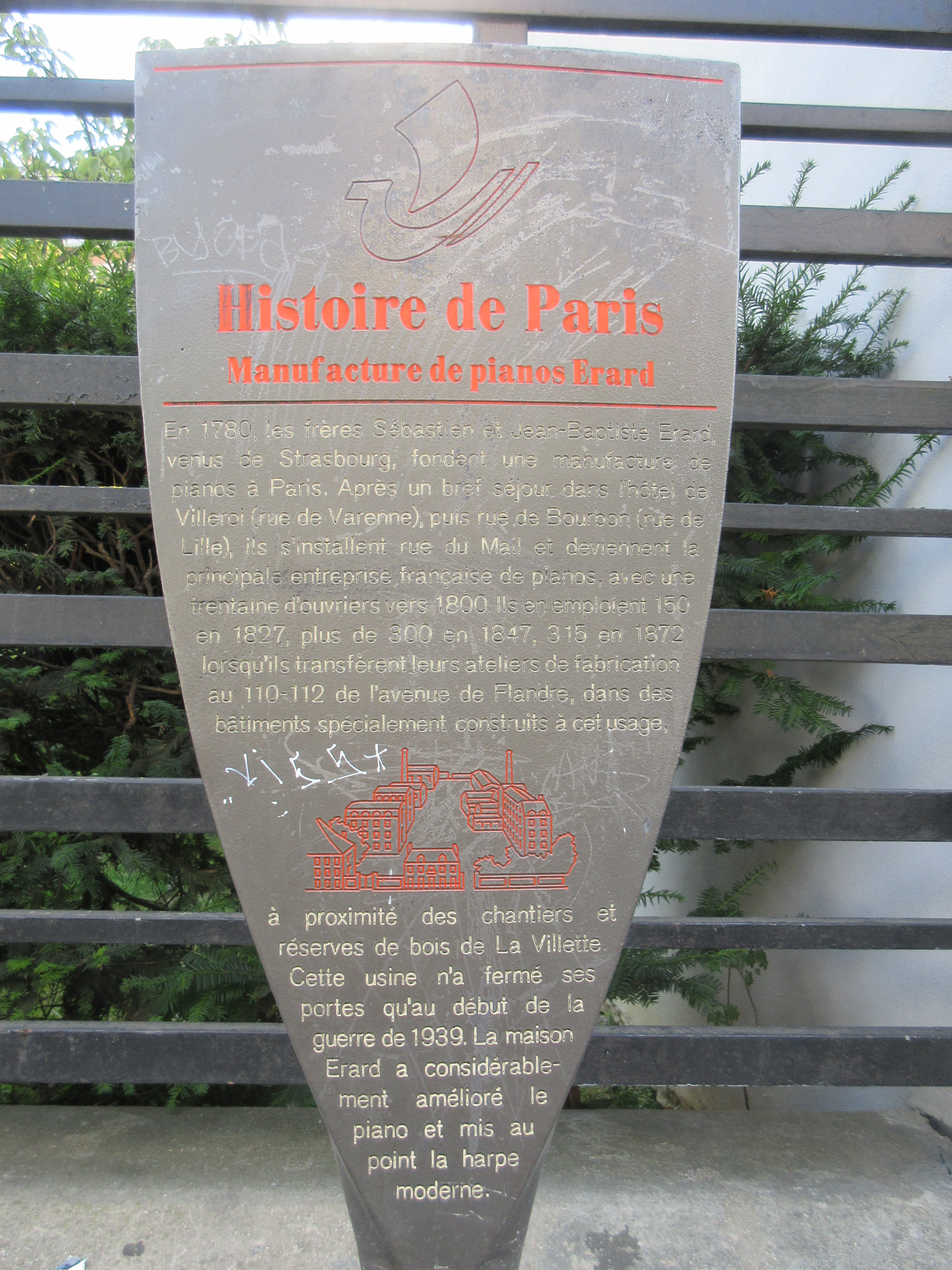
Panneau Histoire de Paris « Manufacture de pianos Érard »